# Violeta Parra
Violeta del Carmen Parra Sandoval (San Fabián de Alico vagy San Carlos, 1917. október 4. – Santiago de Chile, 1967. február 5.) chilei dalszerző énekes, festő, keramikus, hímzőművész és szobrász volt. Latin-Amerika egyik legjelentősebb népművészeként tartják számon, aki nagyban hozzájárult ahhoz, hogy a chilei folklór ismertté váljon a nagyvilág számára. Fontos szerepet töltött be a chilei művészet és zene megújulásában, ő volt a „Nueva Canción” mozgalom előfutára. Hatása máig érezhető, művészi hitvallása sok későbbi előadót inspirált a chilei és latin-amerikai folklór megismerésére. Dalait ma is gyakran előadják, nemcsak chilei, hanem külföldi énekesek is.
Születésnapja, október 4. hazájában a „Chilei zene és zenészek napja”.

## Életrajz

### Korai évek

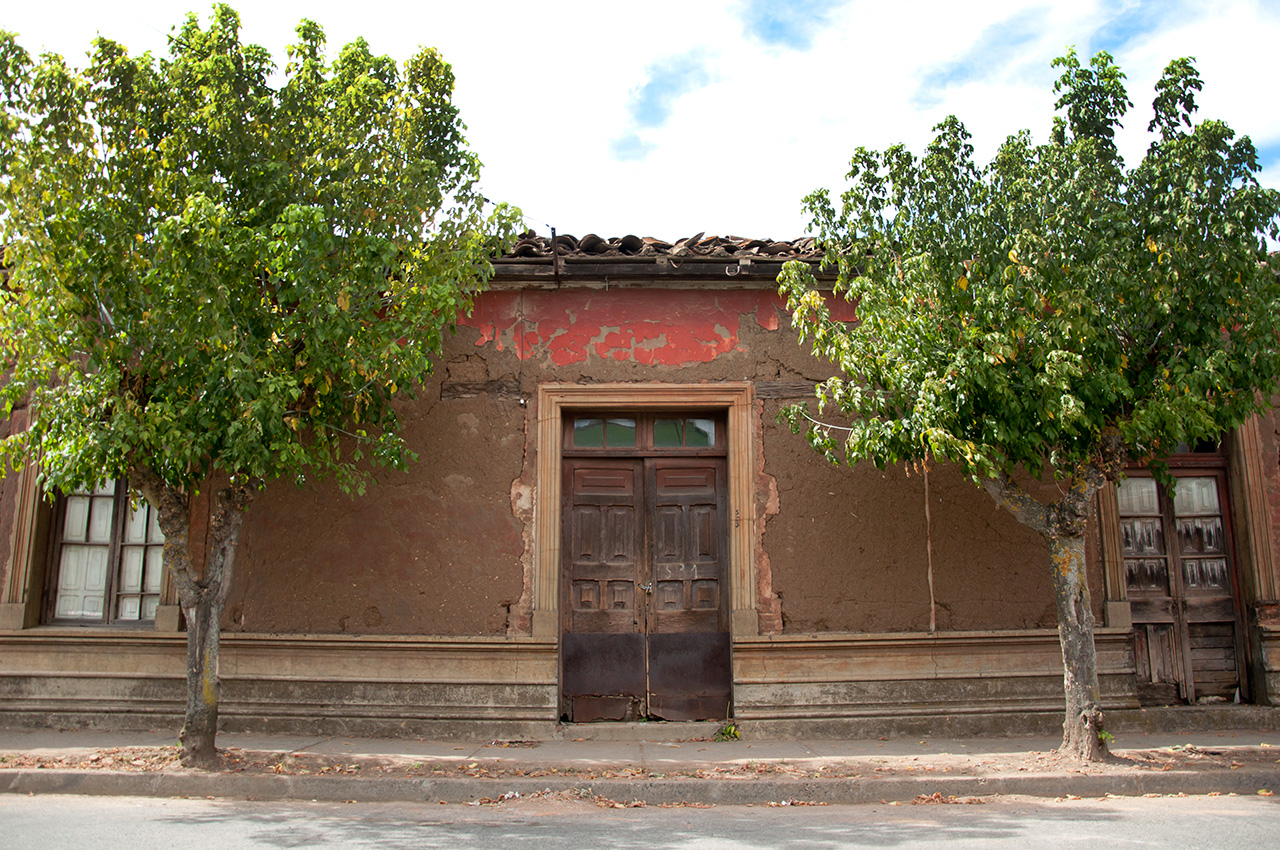
Violeta állítólagos szülőháza San Carlosban

Violeta Parra népes családba született: öt édestestvére és két mostohatestvére volt. Apja Nicanor Parra Parra zenetanár volt, játszott hegedűn és zongorán, anyja Clarisa Sandoval parasztasszony, aki szabadidejében szívesen énekelt és gitározott, tőle tanulta az első népdalokat.
Pontos születési helye vitatott. San Carlos község önkormányzatának honlapja szerint ott született és feltételezett szülőházát 1992-ben történelmi emlékhellyé nyilvánították. Ezzel szemben családja azt állítja, hogy egy San Carlostól nem messze fekvő településen, San Fabián de Alicóban született és ez szerepel a Fundación Violeta Parra (Violeta Parra Alapítvány) honlapján is. Ugyanakkor lánya, Isabel Parra, aki az anyja tiszteletére létrehozott intézetnek az elnöke, 2013-ban hozzájárult, hogy a San Carlos-i házat úgy tekintsék, mint az alapítvány kihelyezett részlegét.
Gyerekkora nagy részét vidéken töltötte. 1919-ben a család egy jobb élet reményében Santiagóba ment, ám 1921-ben visszatértek délre, előbb Lautaro községbe, majd 1927-ben Chillánba költöztek. A sokgyermekes család rossz körülmények között élt. Violeta gyakran betegeskedett, hároméves korában elkapta a fekete himlőt, amitől arca egész életére sebhelyes maradt.
A gyerekek már kis koruktól fogva élénken érdeklődtek a különböző mutatványok és látványosságok iránt. Cirkuszi művészeket utánoztak és előadásokat tartottak a többi gyereknek. Violeta kilencéves korában kezdett el gitáron játszani és 12 évesen már saját dalokat szerzett. Csak rövid ideig járt iskolába, mert miután apjuk súlyosan megbetegedett, testvéreivel Hildával, Eduardóval és Robertóval éttermekben, vendégfogadókban, cirkuszban, vonatokon és más nyilvános helyeken énekeltek, hogy a család némi pénzhez jusson.

### Megérkezés Santiagóba

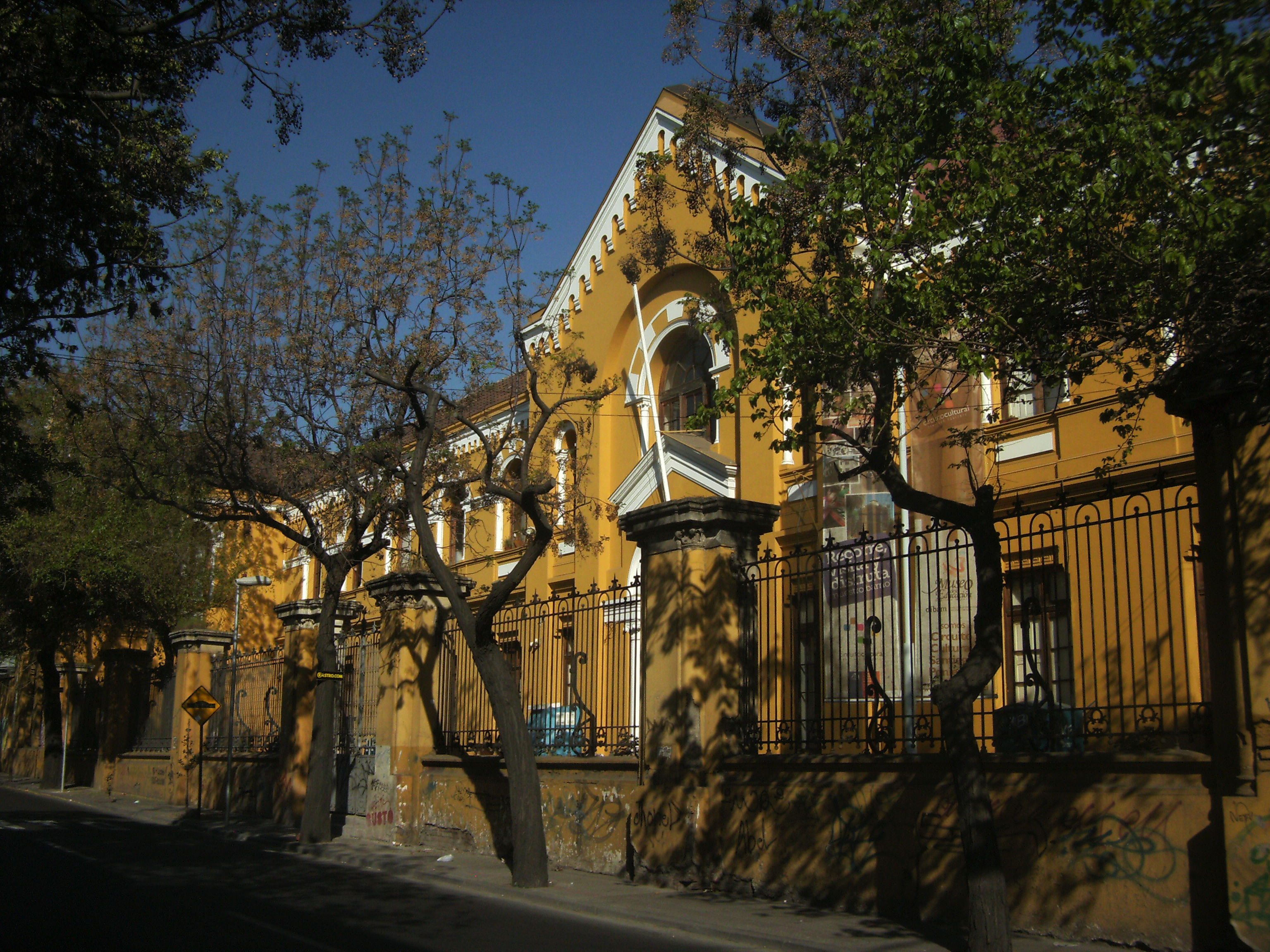
A José Abelardo Núñez iskola

A család anyagi helyzete tovább súlyosbodott, amikor az apa 1929-ben meghalt. A legidősebb fiú, Nicanor ekkor már Santiago de Chilében tanult és 1932-ben az ő meghívására Violeta is a fővárosba költözött. Nicanor ragaszkodott hozzá, hogy folytassa a tanulást, ezért két évig a José Abelardo Núñez tanítónőképzőbe járt, közben az intézet internátusában lakott, de a szünidőkben gyakran volt santiagói rokonaiknál. Ebben az időben nagy hatással volt rá Nicanor, aki bár matematikát és fizikát tanult, de emellett foglalkozott a chilei népköltészettel is, majd később elismert költő lett belőle.
Időközben anyja és testvérei is a fővárosba költöztek. Violeta két év után otthagyta az iskolát és elkezdődött zenei pályafutása. Kezdetben külvárosi éttermekben, kocsmákban és üdülőhelyeken lépett fel, gyakran testvéreivel együtt. Főleg bolerót, mexikói corridót, cuecát , rancherát és tonadát játszottak.

### Házasságai
Ebben az időben ismerkedett meg Luis Cereceda vasutassal, akivel 1938-ban összeházasodtak. 1938-ban született meg első gyermekük, Isabel. Ugyanebben az évben Violeta díjat nyert egy santiagói költőversenyen. 1943-ban Valparaísóban született meg második gyermekük, Ángel. Később mindkét gyerekből ismert zenész lett, akik anyjuk nevét vették fel művésznévként.
Valparaísóban Violeta egy színházban énekelt spanyol dalokat „Violeta de Mayo” néven és a társulattal gyakran felléptek más városokban is. 1944-ben visszatért Santiagóba és spanyol dalversenyt nyert a Teatro Baquedano színházban, a gyerekekkel pedig a Confitería Casanova kávéházban tartott előadásokat. Ugyanebben az időben férje hatására, aki tagja volt a Chilei Kommunista Pártnak, részt vett Gabriel González Videla választási kampányában. Házasságuk azonban nem volt zökkenőmentes. Egyéniségük nagyon eltérő volt és a férfit zavarta felesége vándorló életmódja és növekvő népszerűsége, így végül 1948-ban elváltak.
1949-ben született harmadik gyermeke, Carmen Luisa Arce Parra, és még ugyanebben az évben hozzáment a gyermek apjához, Luis Arce műbútor asztaloshoz. 1952-ben még egy kislányuk született, Rosita Clara, ő azonban kétéves korában meghalt és ezután ez a házasság is felbomlott.

### A folklorista
1948-ban Hildával megalakították a „Las Hermanas Parra” duót és az RCA Victor kiadásában több lemezük is megjelent, olyan közkedvelt dalok, mint az El Caleuche, La cueca del payaso és a La viudita.  Hildával és a gyerekekkel együtt népszerű cirkuszokban léptek fel és bejárták az országot, majd 1953-ban a duó feloszlott. Az 50-es évek elejétől kezdve Nicanor hatására elkezdte tanulmányozni és gyűjteni az eredeti chilei népdalokat. Vándorlása során költőkkel is megismerkedett, köztük Pablo Nerudával – aki 1970-ben az ő emlékére írta Elégia para cantar című költeményét – és Pablo de Rokhával. Eredeti repertoárját elhagyta és megszületett az igazi Violeta Parra, aki már nem könnyed szórakoztató dalokat énekel, hanem hagyományos chilei népdalokat és olyan nemzeti értékeket fedez fel és ismertet meg a hallgatókkal, mint előtte senki sem.
Ebben az időben már egyetemi népművészeti kurzusokat is tartott Iquiquében és Concepciónban, illetve ismeretterjesztő előadásokat a valparaísói Chilei Francia Intézetben. Közben vásárolt egy kisebb telket Los Manzanares de San Carlosban. Egy helybéli farmertől megtanult chilei guitarrónon játszani, ami a gitárnak egy nagy testű, 25 húros változata. Első guitarrónját ajándékba kapta. Közben barrancai és más, Santiago környékén élő földművesekkel dolgozott együtt, bejárta a chilei partvidéket, a kordillerákat és eljutott a Húsvét-szigetre is.
1953-ban az EMI Odeón kiadóval két kislemezt vettek fel, amelyeken már saját szerzeményeit énekli: az elsőn  a Qué pena siente el alma (Hogy szenved a lélek) és a Verso por el fin del mundo (Vers a világvégéről), a másodikon pedig a Casamiento de negros (Feketék menyegzője) és a  Verso por el padecimiento (Vers a szenvedésről). Ezek a dalok nagyon népszerűvé váltak. A következő évben Canta Violeta Parra címmel saját műsort vezetett a Radio Chilena adónál. A műsort rendszerint olyan nyilvános helyekről közvetítették, ahol népzenét játszottak, például anyja éttermében Barrancasban. 1954 végén egy másik adó, a valparaísói Radio Agricultura folklórműsorában szerepelt. 1955-ben az Év legjobb folkloristája kategóriában Caupolicán-díjat kapott a színikritikusok szövetségétől.
Ennek az új hangvételnek és a társadalmi problémák iránti érzékenységnek köszönhetően indult el a „Nueva Canción” (Új Dal) mozgalom, amelynek az volt a célja, hogy a chilei népi hagyományokat úgy vigye tovább, hogy hangot adjon a gazdaságilag és politikailag perifériára szorult embereknek. A mozgalom később egész Latin-Amerikában elterjedt. Violeta Parra dalaiban sokszor fogalmazott meg kritikát a chilei földbirtokosokkal, az egyházzal és a hadsereggel szemben.

### Első európai út
Violetát 1955. júliusában meghívták Varsóba, az V. Világifjúsági Találkozóra, majd Párizsba ment, ahol két évet töltött. Kezdetben a Latin-negyedben a L’Escale nevű éjszakai klubban énekelt estétől hajnalig, elég rossz körülmények között élt, egy ideig beteg is volt. Violeta Párizsban értesült róla, hogy legkisebb lánya, Rosita Clara meghalt. Emellett viszont sikerült összeismerkednie európai művészekkel és értelmiségiekkel. Közülük Paul Rivet antropológusnak köszönhetően a Sorbonne-on a Musée de l’Homme lemezfelvételt készített vele a múzeum hangarchívumának. Majd Londonba utazott, ahol az EMI-Odeon készített vele lemezt, és énekelt a BBC műsorában is. 1956. márciusában visszament Párizsba és a Chants du Monde hanglemezkiadónál megjelent egy EP-je, a Guitare et chant: chants et danses du Chili.

### Visszatérés Chilébe
1956-ban hazautazott Chilébe. 1957-ben az EMI Odeón az El folklóre de Chile sorozatban kiadta első nagylemezét Violeta Parra, Canto y Guitarra címen. Az albumon lévő számok közül három a saját szerzeménye. Ebben a sorozatban még négy olyan LP jelent meg, amelyen Violeta Parra énekel: Violeta Parra acompañándose en Guitarra (1958), La cueca presentada por Violeta Parra (1958), La tonada presentada por Violeta Parra (1958) és a Toda Violeta Parra (1960). Ezekben a dalokban, ahol egy szál gitárral a kezében énekelt, olyan témák is felbukkantak, amelyekben aggasztó társadalmi kérdésekről beszélt.
1957. novemberétől a Concepción Egyetem megbízásából népművészeti kutatásokat folytatott La Araucanía régióban, de előadásokat is tartott. Az egyetemen a következő évben megalapította a Nemzeti Népművészeti Múzeumot (Museo Nacional del Arte Folklórico). 1958 és 1959 között írta meg Décimas című verses önéletrajzi regényét. Majd ezekből a versekből megteremtette az addig ismeretlen „centesima” (százas) formát, amelyben minden decima egy számot képvisel. Saját gitárkíséretével és fia, Ángel közreműködésével ebből a szövegből készült 1964-ben a Décimas y centésimas album,amit viszont csak halála után, 1976-ban adtak ki.
Művészi tevékenysége közben egyre jobban kiszélesedett. Készített kerámiákat, olajfestményeket, hímzéseket és szőtteseket is. 1959-ben egy súlyos májgyulladás hosszabb időre ágyhoz kötötte, ez alatt az idő alatt festészete és hímzése olyannyira kiteljesedett, hogy műveit még abban az évben kiállították a santiagói Parque Forestalban rendezett kézműves vásáron.
1959-ben lányával, Isabelával Észak-Chilébe majd később a Chiloé-szigetekre ment, ahol a fellepésein népművészeti, keramikus és festészeti tanfolyamokat is tartott. Ebben az évben írta meg addigi gyűjtőmunkának eredményét a Cantos folklóricos chilenos (Chilei népdalok) című könyvben, amelyet Sergio Larraín fotói és Gastón Soublette kottái egészítenek ki. A könyv csak halála után jelent meg nyomtatásban. Az EMI Odeonnál megjelennek első, csak saját szerzeményeit tartalmazó szólólemezei.
1960. október 4-én, születésnapján megismerkedett a nála jóval fiatalabb Gilbert Favre svájci klarinétossal, akit érdekelt a Latin-Amerikai zene és egy antropológiai kutatáson vett részt az Atacama-sivatagban. Violeta szenvedélyesen beleszeretett és a férfi az elkövetkező években követte őt Santiagóba, majd az 1960-as években együtt éltek Párizsban és Genfben. Számos közös munkájuk volt.
Dolgozott Sergio Bravo filmrendezővel is, ő szerezte a Mimbre, a Trilla és a Casamiento de negros dokumentumfilmek kísérőzenéjét.
1961-ben Buenos Airesbe utazott, itt is kiállították képeit. Fellépett a televízióban, a Teatro ITF-ben és az EMI Odeon itt is készített vele egy lemezt El folklóre de Chile según Violeta Parra címmel. Egyes sajtóhíresztelések szerint a lemezt cenzúrázták a Porque los pobres no tienen (Mert a szegényeknek nincs) című dal miatt, amelyben nemcsak a társadalmi egyenlőtlenség ellen emelt szót, de a katolikus egyházat is kritizálta. A dal teljes szöveggel csak halála után jelent meg.

### Második európai út
1962-ben gyerekeivel és Tita unokájával ismét Európába ment. Helsinkiben a VIII. Világifjúsági Találkozón ő képviselte a chilei kultúrát. Ezután fellépett a Szovjetunióban, Lengyelországban, Németországban, Olaszországban és Franciaországban. Fellépéseit az európai kritikusok egyöntetű elismerése követte. Gilbert Favre-ral és a gyerekekkel hol Párizsban, hol pedig Genfben éltek. Violeta Párizsban a Latin-negyedben énekelt, de fellépett az UNESCO által alapított International Theatre Institute-ban is, gyerekeivel szerepelt a rádióban és a televízióban, közben vezette a genfi képzőművészeti műhelyt.
Azon túl, hogy megjelent gyerekeinek, Ángelnek és Isabelnek Los Parra de Chile című önálló stúdióalbuma, Violeta folytatta a Recordando a Chile (Chilére emlékezve) vagy más néven Una chilena en París album felvételét, amelyen két franciául előadott dalon kívül olyan ismert számai is megjelentek, mint a Paloma ausente és az Arriba quemando el sol. 1962-ben az Arión kiadó egy sor dalt vett fel vele, ezek később több válogatásban jelentek meg. Ezekben a dalokban, például a Violeta ausente (A távollévő Violeta) címűben honvágya tükröződik.
1964-ben ő lett az első Latin-Amerikai művész, akinek a műveiből önálló kiállítást rendeztek a Louvre-ban. Poesía popular de Los Andes címen könyvet írt, a svájci televízió pedig dokumentumfilmet készített róla. Ebben az időben írta legharciasabb dalait, köztük a Miren cómo sonríen (Nézzétek, hogy mosolyognak), a Qué dirá el Santo Padre (Mit mond majd a Szentatya) vagy a Según el favor del viento (A széljárás szerint) címűeket. Ezek képezték a Nueva Canción Chilena (Új Chilei Dal) mozgalom alapját.

### Utolsó évek

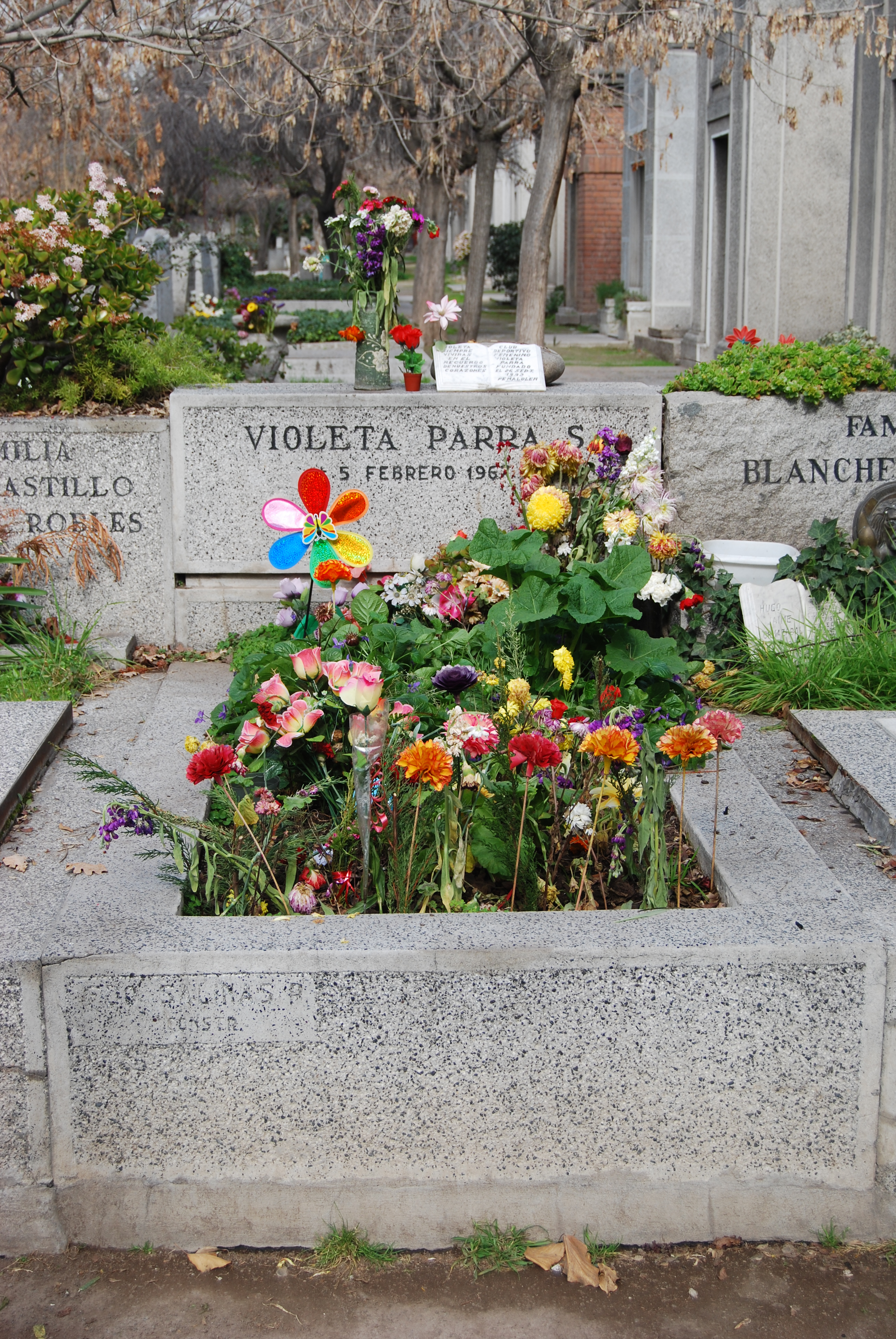
Violeta Parra sírja (Santiago – Cementerio General)

1965. júniusában Violeta hazautazott Chilébe. Maga mögött hagyta a pezsgő európai kulturális életet, ahol munkáit nagyra tartották, és egy bizalmatlan, zárkózott társadalomba tért vissza, ahol művészetét még nem igazán értették.
Néhány alkalommal egy éjszakai szórakozóhelyen lépett fel, amelyet Ángel és Isabel vezetett. Ez a szerep viszont nem elégítette ki, szeretett volna saját elképzelései és ritmusa szerint dolgozni, ezért év végén a La Reina negyedben egy ezer fő befogadására alkalmas sátrat állíttatott fel azzal a céllal, hogy folklórközpontot hozzon létre, ahol Ángellel és Isabellel közösen tartottak előadásokat. Rajtuk kívül más folklórénekesek is felléptek, többek között Rolando Alarcón, Patricio Manns és a később világhírűvé vált Víctor Jara , akit Pinochet hatalomátvétele után kivégeztek. Ám a remélt siker elmaradt, a hatalmas sátorban néha csak tucatnyi vendég volt.
1966-ban Favre elhagyta és Bolíviába utazott. Violeta nem sokkal később utánament La Pazba, ahol megtudta, hogy időközben a férfi házasságukat érvénytelenné nyilváníttatta és újranősült. Ebből a szerelemből és csalódásból több dal is született: a Run Run se fue pa'l norte (Run Run elment északra), a ¿Qué he sacado con quererte? (Mit hasznom belőle, hogy szeretlek?) vagy a Corazón maldito (Elátkozott szív).
Ugyanebben az évben vették fel gyerekeivel és Alberto Zapicánnal a Las últimas composiciones (Utolsó kompozíciók) LP-t az RCA Victor kiadó gondozásában. Ezen az albumon jelent meg két legismertebb, szinte himnusszá vált dala, a Gracias a la vida (Köszönet az életnek) és a Volver a los 17 (Újra 17 évesnek lenni).
Négy hónappal a lemezfelvétel után az album címe tragikus valósággá vált. Violeta Parra 1967. február 5-én kora este, 49 évesen a La Reina sátorban egy revolverrel főbe lőtte magát és meghalt. Sírja Santiago legnagyobb temetőjében, a Cementerio Generalban található.
Nem sokkal halála előtt mondta ezeket a szavakat Tito Mundt újságírónak:
| (spanyolul) «Me falta algo, no sé qué es. Lo busco y no lo encuentro. Seguramente no lo hallaré jamás. » | (magyarul)„Hiányzik valami, nem tudom mi. Keresem és nem találom. Bizonyára nem is fogom meglelni már soha. ” |
| – Violeta Parra                                                                                          | |

## Gracias a la vida
A Gracias a la vida című dal az egész világon ismertté vált. Olyan híres énekesek is előadták, mint Mercedes Sosa, Raphael vagy Joan Baez. A 2010-es chilei földrengést követően Michael Bublé kanadai énekes is kiadta lemezen, a bevételt a károsultakat támogató alapítványnak adományozta.
Míg egyesek paradoxnak tartják, hogy a létezés himnuszának megírása után alig egy évvel öngyilkos lett, más kritikusok a dal szövegéből és monoton dallamából depresszióra, mély lelki válságra utaló jeleket olvasnak ki és úgy gondolják, hogy ez volt Violeta búcsúdala.
A szöveg összesen öt versszakból áll, az első négy ötsoros, az utolsó pedig hatsoros. Minden versszak azzal kezdődik, hogy köszönetet mond az életnek azokért az adományokért, amelyekkel valamennyien rendelkezünk: a látásért, a hallásért, hogy tudunk járni és érző szívünk van. A versszakok utolsó sora viszont ezeket a képességeket mindig a szeretett férfival hozza kapcsolatba.
| (spanyolul) «Gracias a la vida que me ha dado tanto, Me dio dos luceros que cuando los abro, Perfecto distingo lo negro del blanco, Y en el alto cielo su fondo estrellado, Y en las multitudes el hombre que yo amo. » | (magyarul)„Köszönet az életnek, hogy annyi mindent adott, Adott nékem két szemet és ha kinyitom őket, Tisztán látom a fekete és a fehér között a különbséget, Látom a csillagokkal teli magas eget, És a tömegben a férfit, akit szeretek.” |
| – Violeta Parra | |

Az utolsó versszak vége ezzel szemben egy költői hitvallás. Köszönet a dalért, amit az emberektől kapott és ami egyben az ő saját dala is.
| (spanyolul) «Gracias a la vida que me ha dado tanto, Me ha dado la risa y me ha dado el llanto, Así yo distingo dicha de quebranto, Los dos materiales que forman mi canto, Y el canto de ustedes que es el mismo canto, Y el canto de todos que es mi propio canto. » | (magyarul)„Köszönet az életnek, hogy annyi mindent adott, Nekem adta a nevetést és a sírást, Így választom el az örömöt a bánattól, E két dolgot, ami formálja dalomat, És a ti dalotokat, ami ugyanaz a dal, És mindenki dalát, ami egyben az én saját dalom. ” |
| – Violeta Parra | |

## Zenei hagyatéka
Violeta nagyon sok kiadatlan dalt hagyott hátra, amelyek csak halála után jelentek meg. A korábban könyv formájában már megjelent és még Violetával felvett Décimas autobiográficas albumot az Alerce adta ki LP-n 1976-ban. A Warner Music Chile 1999-ben adta ki lemezen az 1965-ös genfi koncerten készült felvételt, továbbá a  Composiciones para guitarra válogatás albumot, amelyen nem hagyományos értelemben vett dalok, hanem szólóhangra illetve gitárra írt kísérleti darabok hallhatók.
Dalait nagyon sok chilei énekes és együttes feldolgozta, köztük Víctor Jara, a Quilapayún, az Illapu, Patricio Manns vagy a híres Inti-Illimani együttes.
Violate Parra nagyban hozzájárult ahhoz, hogy a hagyományos chilei zene fennmaradjon és neki köszönhető sok Észak-Chilei és mapucse dal felfedezése is. Ezen túlmenően külön figyelemre méltóak azok a gitárra írt instrumentális kompozíciói, amelyekben a népzenei hagyományokat a modernitással ötvözte.

## Emlékezete

### Alapítvány
1991. júliusában Violeta Parra emlékének és hagyatékának ápolására alapítványt hoztak létre Fundación Violeta Parra néven. Az intézményt leánya, Isabel Parra vezeti. Célja, hogy összegyűjtse, rendszerezze és megőrizze hagyatékát és hogy mindezt elérhetővé tegye a kutatók, művészek és a nagyközönség számára Chilében és külföldön.

### Múzeum
2015. október 6-án nyílt meg a Museo Violeta Parra. A múzeum Santiago de Chile központjában, az Avenida Vicuña Mackenna sugárúton található, nem messze a Plaza Baquedanótól és a Parque San Borjától, számos egyetem és más múzeum tőszomszédságában. Az 1330 m² alapterületű épületet Cristián Undurraga  tervezte, a belső teret Violeta Parra hímzései, olajfestményei és papírmasé figurái díszítik. A 48 darabból álló gyűjteményt bemutató két kiállítótermen kívül audiotéka, könyvtár, előadóterem és kávézó is van a múzeumban. Violeta képzőművészeti alkotásain kívül itt őrzik a róla készült fotókat, a vele kapcsolatos dokumentumokat és írásokat és audiovizuális anyagokat is.

### Élete színpadon és filmen
Buenos Airesben az 1993/94-es színházi évadban mutatták be a Violeta venir a nacer (És eljő Violeta) színdarabot, ami Rodolfo Braceli argentin író Y ahora, la resusitada de la violenta Violeta című könyvének színpadi adaptációja. A mágikus realizmus stílusjegyeit magán viselő darabban nem arra törekedtek az alkotók, hogy Violeta életrajzát vigyék színpadra, hanem hogy bemutassák kapcsolatát azokkal a személyekkel és fantomokkal, akik és amelyek fontos szerepet játszottak életében és halálában.
2003-ban Luis R. Vera készített róla dokumentumfilmet Viola Chilensis címmel. A filmben a Violetáról, Gilbert Favre-ról és más kortársakról készült archiv felvételeken kívül megszólalnak gyermekei és több neves művész, köztük Isabel Allende.
2011-ben mutatták be a Violeta se fue a los cielos című életrajzi filmet. A filmet Andrés Wood chilei filmrendező forgatta Ángel Parra azonos című könyve alapján. Magyarországon 2013-ban vetítették Violeta – Köszönet az életnek címmel.

## Diszkográfia

### Stúdióalbumok
- Chants et danses du chili  Vol. 1 (1956)
- Chants et danses du chili. Vol. 2 (1956)
- Violeta Parra, Canto y guitarra. El Folklore de Chile, Vol. I (1956)
- Violeta Parra, acompañada de guitarra. El Folklore de Chile, Vol. II (1958)
- La cueca presentada por Violeta Parra: El Folklore de Chile, Vol. III. (1958)
- La tonada presentada por Violeta Parra: El Folklore de Chile, Vol. IV. (1958)
- Toda Violeta Parra: El Folklore de Chile, Vol. VIII (1960)
- Violeta Parra, guitare et chant: Chants et danses du Chili. (1963)
- Recordandeo a Chile (Una Chilena en París). (1965)
- Carpa de la Reina (1966)
- Las últimas composiciones de Violeta Parra (1967)

### Posztumusz kiadások
- Violeta Parra y sus canciones reencontradas en París (1971)
- Canciones de Violeta Parra (1971)
- Le Chili de Violeta Parra (1974)
- Un río de sangre (1975)
- Presente / Ausente (1975)
- Décimas (1976)
- Chants & rythmes du Chili  (1991)
- El hombre con su razón (1992)
- Décimas y Centésimas (1993)
- El folklore y la pasión (1994)
- Haciendo Historia: La jardinera y su canto (1997)
- Violeta Parra: Antología (1998)
- Canciones reencontradas en París (1999)
- Composiciones para guitarra (1999)
- Violeta Parra – En Ginebra, En Vivo, 1965 (1999)
- Violeta Parra: Cantos Campesinos (1999)

## Fordítás
- Ez a szócikk részben vagy egészben  a   Violeta Parra című spanyol Wikipédia-szócikk ezen változatának fordításán alapul.  Az eredeti cikk szerkesztőit annak laptörténete sorolja fel. Ez a jelzés csupán a megfogalmazás eredetét és a szerzői jogokat jelzi, nem szolgál a cikkben szereplő információk forrásmegjelöléseként.